# Frijsenborgskovene
Frijsenborgskovene er fællesbetegnelsen for et større skovområde, som strækker sig nord og øst for Frijsenborg Slot ved Hammel i Favrskov kommune. Frijsenborgskovene består af flere mindre skove, som enten har hørt eller stadig hører under Frijsenborg Gods. De fleste af skovene er sammenvoksede i dag.
Hovedparten af Frijsenborgskovene er privatejede og her drives både industriel skovdrift og jagt.

## Sektionerne
De vigtigste skovområder i Frijsenborgskovene nord for Hammel er Lystskov, Hammel Skov, Kildedal Skov, Frijsendal Bakker, Pøtmølle Skov, Gejlund Bakker, Haurum Skov og Vrangs Bakker. Fra Vrangs Bakker er der forbindelse til Hasager Skov som er del af Bidstrup Skovene omkring Bidstrup Gods. Fra Hammel Skov er der forbindelse til Søby Lunde og Sall Skov omkring Søbygård Sø i sydvest. Den nordgående del af Frijsenborgskovene gennemskæres af Granslev Ådal. Her løber Granslev Å fra Søbygård Sø til Lilleå i nord, tæt ved Bidstrup Gods.
Øst for Hammel ligger Gammel Dyrehave, Fajstrup Krat, Sønderskov, Tinning Skov, Norring-skovene og den lille Hinnerup Skov som grænser helt op til Hinnerup. Alle skovene her er vokset sammen til ét sammenhængende skovområde og gennemskæres af skovvejen Linen, der forbinder Frijsenborg Slot med Hinnerup Station. Fra Fajstrup Krat er der forbindelse på tværs af den trafikerede Viborgvej til Lyngballegård Skov og Skivholme Skov omkring den fredede Lading Sø i syd.

### Frijsendal Bakker
Denne skov ligger vest for Pøtmølle Skov og syd for Haurum Skov på den vestlige side af Granslev Ådal. Området knytter sig til hovedgården Frijsendal, som hører under Frijsenborg Gods. Gran dominerer altovervejende her.

### Pøtmølle Skov
Pøtmølle Skov på 107 hektar, har navn efter den gamle Pøt Mølle, som i dag danner rammen om Restaurant Pøt Mølle, Frijsenborg Slotskro med både hotel og restaurant.
Pøtmølle Skov rummer betydelige biologiske og geologiske naturværdier. Videnskabelige undersøgelser fremhæver især områder med naturlige kildevæld, et kuperet terræn med meget varierende jordbundsforhold samt et veludviklet skovklima. Et af kildevældene kendes som Marsk Stigs Kildevæld. Ferskvandsbiotoper har generelt været i voldsom tilbagegang i danske skove med store tab af biologisk mangfoldighed til følge. Biodiversiteten i Pøtmølle Skov er hæmmet ret kraftigt af de mange tætte granbevoksninger, der lukker af for lys og forsurer skovbunden. Kun 20% af skoven er løvtræ. Dele af løvskoven i Pøtmølle Skov er muligvis oprindelig skov fra istidens afslutning, hvilket er sjældent i Danmark. Der er fundet 29 gammelskovsplanter her, ud af 38 eftersøgte.

### Gammel Dyrehave
Som navnet antyder, har dette område tidligere fungeret som dyrehave for Frijsenborg Slot. Skoven her er stadig i privateje under Frijsenborg, men dyrehaven blev flyttet til et område lige nord for slottet for mange år siden. Gammel Dyrehave er domineret af gran, men løvtræ som eg, bøg og birk forekommer indimellem. Områder af særlig interesse er Svingelmosen med et rigt fugleliv.

### Tinning Skov
Tinning Skov har navn efter landsbyen Tinning i Foldby Sogn. Klapskov hører administrativt under Tinning skov. Midt i Tinning Skov finder man spor efter højager fra middelalderen. Skriftlige optegnelser tyder dog også på at her lå en landsby ved navn Knistrup i tidligere tider. I den sydvestlige del af Tinning Skov, op mod Sønderskov, ligger Tinning Mose som den eneste højmose i Favrskov Kommune. Højmoser har en særegen flora og fauna med bl.a. soldug, tyttebær, revling, tranebær og masser af tørvemos. Der er en del klokkelyng i Tinning Mose og her findes også hugorm, stålorm og den fredede spidssnudet frø. Færdsel skal helst ske i udkanten af mosen, for at undgå slid på vegetationen. Området er i privateje, men med offentlig adgang efter gældende lovgivning. I den østlige del af Tinning Skov, syd for landsbyen Vitten, oprettede Favrskov Kommune i et samarbejde med den lokale lodsejer Dronning Dagmars Kilde i efteråret 2009, som led i et naturgenopretningsprojekt i området. Her lever blandt andet den fredede padde stor vandsalamander.

### Norringskovene
Både Norring Vesterskov og Norring Uhre har navn efter landsbyen Norring. Frijsenborgskovene har mange fortidsminder, men især i Norring Vesterskov er der en overordentlig stor koncentration. Her findes blandt andet mange fredede rundhøje, men også højagre fra middelalderen.

## Naturen
Frijsenborgskovene danner ramme for nogle af de største og ældste grantræer i Danmark, enkelte træer er over 40 m høje. Især rød-gran har gode vækstbetingelser her, men skovene rummer også sitka-, douglas- og nobilis-gran.

## Eksterne links
- Wikimedia Commons har flere filer relateret til Frijsenborgskovene
- Frijsenborg Arkiveret 2. april 2015 hos  Wayback Machine Den gamle landsbyskole i Vitten

56°15′50″N 9°56′30″Ø / 56.26389°N 9.94167°Ø